# Sư đoàn 7 Cảnh sát vũ trang (Trung Quốc)
Sư đoàn 7 Cảnh sát vũ trang nhân dân Trung Quốc，gọi tắt là Sư 7 Vũ cảnh，biệt danh là Bộ đội 8660 vũ cảnh，là một đơn vị cảnh sát vũ trang cơ động thuộc Lực lượng Cảnh sát Vũ trang Nhân dân Trung Quốc chịu trách nhiệm duy trì trị an và trấn áp bạo loạn tại vùng Tân Cương.

## Lược sử
Tiền thân của sư đoàn 7 vũ cảnh là sư đoàn 7 bộ binh, thành lập năm 1969. Năm 1996, đơn vị này được tổ chức lại và chuyển sang ngạch cảnh sát vũ trang.
Ngày 5 tháng 7 năm 2009, sư đoàn đã tham gia trấn áp cuộc bạo động tại Tân Cương.

## Biên chế
- Trung đoàn 19 vũ cảnh (biệt danh Bộ đội 8661 vũ cảnh): đồn trú Ghulja, Tân Cương.
- Trung đoàn 20 vũ cảnh (biệt danh Bộ đội 8662 vũ cảnh): đồn trú Künəs Nah̡iyisi, Tân Cương.
- Trung đoàn 21 vũ cảnh (biệt danh Bộ đội 8663 vũ cảnh): đồn trú Nilka, Tân Cương.
- Trung đoàn 706 vũ cảnh (biệt danh Bộ đội 8664 vũ cảnh): đồn trú Ürümqi, Tân Cương.